# I Dream of Jeanie
I Dream of Jeanie (bra Minha Vida Te Pertence) é um filme norte-americano de 1952, do gênero comédia biográfico-dramático-musical, dirigido por Allan Dwan, com roteiro baseado na vida e obra do compositor Stephen Foster.

## Produção
I Dream of Jeanie é o último musical produzido nos estúdios da Republic Pictures, que, a esta altura, já reduzia drasticamente seus lançamentos anuais.
Esta é a terceira película a abordar a vida de Foster, um dos compositores do século 19 mais queridos pelos estadunidenses. As outras duas são Harmony Lane (1935), da Mascot Pictures, e Swanee River (1939), da 20th Century-Fox. Desprezada pela crítica, a produção é considerada a pior das três.
O filme é salvo pela sua trilha sonora, que traz os grandes clássicos do compositor, entre eles Oh! Susanna, My Old Kentucky Home, Swanee River e I Still See Her in My Dreams.

## Sinopse
Stephen Foster é um humilde contador que compõe canções à noite. Dispensado por Inez McDowell, por quem era apaixonado, ele encontra o verdadeiro amor em Jeanie, irmã dela.

## Elenco
| Ator/Atriz              | Personagem       |
| ----------------------- | ---------------- |
| Ray Middleton           | Edwin P. Christy |
| Bill Shirley            | Stephen Foster   |
| Muriel Lawrence         | Inez McDowell    |
| Eileen Christy          | Jeanie McDowell  |
| Lynn Bari               | Mamãe McDowell   |
| Richard Simmons         | Dunning Foster   |
| Robert Neil             | Milford Wilson   |
| Andrew Tombes           | Howard           |
| James Dobson            | Spike            |
| Carl 'Alfalfa'' Switzer | Freddie          |